# مانسا
مانسا (به انگلیسی: Mansa) یک منطقهٔ مسکونی در هند است که در بخش مانسه واقع شده‌است. مانسا ۸۲٬۹۵۶ نفر جمعیت دارد و ۲۱۲ متر بالاتر از سطح دریا واقع شده‌است.